# Hermannus Contractus
Zalige Hermannus Contractus, Hermann van Reichenau' of Herman de lamme (18 juli 1013 - 24 september 1054), was een 11e-eeuwse Benedictijnse monnik en geleerde. Hij schreef werken over geschiedenis, muziektheorie, wiskunde en astronomie, evenals vele hymnen. Traditioneel wordt hem de compositie toegeschreven van "Salve Regina", "Veni Sancte Spiritus", en "Alma Redemptoris Mater", hoewel deze toeschrijvingen soms in twijfel worden getrokken. Zijn cultus en zaligverklaring werden in 1863 door de Rooms-Katholieke Kerk bevestigd.
- Bibsys: 2098503
- Biblioteca Nacional de España: XX5541300
- Bibliothèque nationale de France: cb13937739d (data)
- CiNii: DA04397890
- Gemeinsame Normdatei: 118549693
- Historisch woordenboek van Zwitserland: 012708
- International Standard Name Identifier: 0000 0001 0901 1732
- Library of Congress Control Number: nr92043016
- Nationale Bibliotheek van Letland: 000298000
- MusicBrainz: acd1c707-20bd-4697-a74f-2c3a54200692
- Nationale Bibliotheek van Tsjechië: jn20010525161
- Nationale Bibliotheek van Israël: 987007298440705171
- Nationale Bibliotheek van Polen: a0000001234287
- Nederlandse Thesaurus van Auteursnamen: 074409999
- Réseau des bibliothèques de Suisse occidentale: 02-A010939958
- Istituto Centrale per il Catalogo Unico: MILV045241
- LIBRIS: 60548
- SNAC: w63v0jqd
- Système universitaire de documentation: 085220140
- Virtual International Authority File: 51879186